# Raión de Sheksná
El raión de Sheksná (ruso: Шексни́нский райо́н) es un distrito administrativo y municipal (raión) ruso perteneciente a la óblast de Vólogda. Se ubica en el suroeste de la óblast. Su capital es Sheksná.
En 2023, el raión tenía una población de 29 037 habitantes. Se estructura en torno al curso medio y bajo del río Sheksná, que recorre el territorio distrital de norte a sur, incluyendo la mayor parte del embalse de Sheksná y su desembocadura en el embalse de Rýbinsk. El territorio se extiende hacia el sureste, hasta el punto de ser limítrofe en poco más de 10 km con la óblast de Yaroslavl.

## Subdivisiones
Comprende el asentamiento de tipo urbano de Sheksná (la capital, que forma un ayuntamiento urbano sin pedanías) y 374 localidades rurales. Estas últimas se agrupan en los siguientes ocho asentamientos rurales:
- Chióbsara
- Yershovo
- "Zheleznodorozhnoye" (con sede en Pacha)
- "Nikólskoye" (con sede en Progrés)
- Nífantovo
- Sizma (con sede en Charomskoye)
- "Ugolskoye" (con sede en Pokróvskoye)
- Churovskoye